# محمد سلام محمدوف

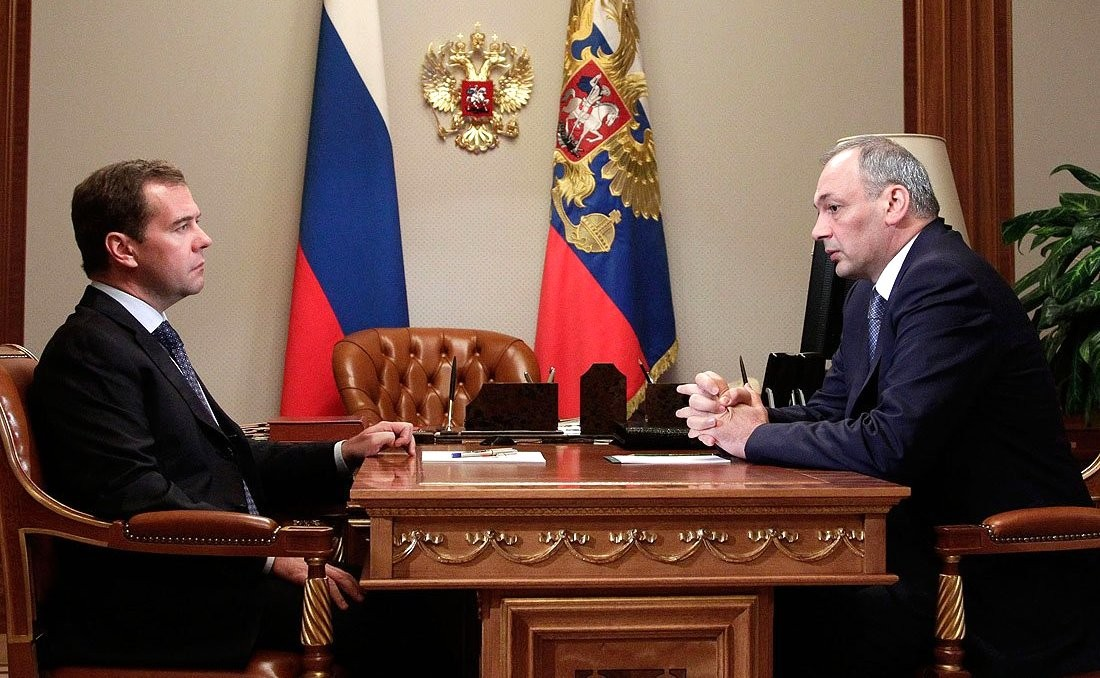
محمد سلام محمدوف ودميتري ميدفيديف

محمد سلام محمد علييفيتش محمدوف (بالروسية: Магомѐдсалàм Магомѐдалѝевич Магомѐдов)؛ (1 يونيو 1964 -)، رئيس جمهورية داغستان التي هي كيان فيدرالي في روسيا الاتحادية بمنطقة شمال القوقاز. وكان تعيينه من قِبل رئيس روسيا فلاديمير بوتين قد صادق عليه برلمان داغستان المحلي في 10 فبراير 2010. وينتمي محمدوف إلى عرق درغين. وكان أبوه، محمد علي محمدوف، قد عمل رئيساً لداغستان بين عامي 1987 و 2006. وقد أعرب عن طموحه لتوطيد وتحديث الجمهورية لمواجهة خطر التطرف الإسلامي، وخصوصاً محاولات تقويض وإرهاب الجمهورية من قِبل داعمي إمارة القوقاز الإسلامية.
ولمحمد سلام محمدوف خلفية أكاديمية ويتميز عن سابقيه من زعماء الحزب الشيوعي السوفييتي الذين حاولوا التأقلم مع الظروف المتغيرة. وقبل رئاسته، كان محمد سلام محمدوف الرئيس المنتخب لبرلمان داغستان منذ 2006 لمدة عام.

وكان قبل ذلك كابتن فريق «دينامو محج قلعة» لكرة القدم ثم رئيس برلمان داغستان.

وهو الآن سياسي روسي ورجل الدولة. يحمل دكتوراه في العلوم الاقتصادية، أستاذ، يترأس قسم الاقتصاد وعلم الاجتماع والعمل في جامعة ولاية داغستان.

## سيرة
ولد محمد سلام محمدوف في 1 يونيو 1964 في قرية ليفاشي، حسب الجنسية درغيني.
في 1981- 1986 - طالب في كلية الاقتصاد ، جامعة ولاية داغستان.
في الفترة 1986- 1990 - طالب الدراسات العليا في معهد موسكو للاقتصاد الوطني باسم بليخانوف.
في سنوات 1991-2001 - مدرس ، محاضر ، أستاذ ، رئيس قسم الاقتصاد وعلم الاجتماع في جامعة ولاية داغستان.
من يناير 1998 إلى أكتوبر 2001 ، ترأس لجنة الخبراء لدى رئيس جمهورية داغستان.
في 2001- 2006 ترأس مجموعة «عمل لتطوير القطاع الحكومي الداغستاني» على شواطئ بحر قزوين.
انتخب نائبا لمجلس الشعب في داغستان.
من فبراير 2006 إلى أبريل 2007 - رئيس مجلس الشعب الداغستاني.
في شباط 2010 ، عرضه الرئيس الروسي ديمتري ميدفيديف على الجمعية الوطنية في جمهورية داغستان لترشيحه و لمنحه سلطة الرئاسية في جمهورية داغستان.
في10 فبراير 2010 وافق عليه أعضاء برلمان الداغستاني رئيسا للجمهورية.